# Trigonotylus confusus
Trigonotylus confusus är en insektsart som beskrevs av Reuter 1909. Trigonotylus confusus ingår i släktet Trigonotylus och familjen ängsskinnbaggar. Inga underarter finns listade i Catalogue of Life.